# Hianga’a Mbock
Hianga’a Mananga Mbock (* 28. Dezember 1999 in Brest) ist ein französisch-kamerunischer Fußballspieler.

## Karriere
Mbock begann seine fußballerische Ausbildung bei der AS Brestoise. Anschließend wechselte er zum Stadtrivalen, Stade Brest. Dort spielte er jedoch hauptsächlich zunächst in der zweiten Mannschaft in der National 3. Für die Amateure machte er in drei Jahren sieben Tore in 30 Spielen.
Am 23. November 2019 (14. Spieltag) stand er gegen den FC Nantes in der Startelf und gab somit sein Profidebüt über die vollen 90 Minuten. Als er gegen den FC Toulouse am 11. Januar 2020 (20. Spieltag) 50 Minuten spielen durfte, erzielte er beim hohen Sieg den 4:1-Zwischenstand. In der gesamten Saison 2019/20 kam er weitere dreimal in der Coupe de la Ligue zum Einsatz, aber nur diese zweimal in der Liga. In der Folgesaison kam er immer öfter zum Einsatz, kam aber häufig nur von der Bank. Im August 2022 wurde er für eine Saison an SM Caen ausgeliehen.

## Sonstiges
Sein Bruder Erwan ist ebenfalls Fußballspieler und spielt aktuell bei Stade Briochin in der National.